# Loi fédérale sur l'acquisition d'immeubles par des personnes à l'étranger
Lire en ligne

Site officiel

Arrêté fédéral de 1961
La loi fédérale sur l'acquisition d'immeubles par des personnes à l'étranger, abrégée en LFAIE, a été adoptée le 16 décembre 1983 par l'Assemblée fédérale et est entrée en vigueur le 1er janvier 1985. Aussi appelée Lex Koller, cette loi fédérale suisse limite l'acquisition d'immeubles par des personnes à l'étranger. Succédant à la Lex Friedrich, elle a été profondément modifiée en 1997 pour prendre le nom du Conseiller fédéral Arnold Koller, alors responsable du Département fédéral de justice et police (DFJP).
L'Arrêté fédéral de 1961 que cette loi a remplacé est à la source de la fameuse jurisprudence Schubert.
L’objectif étant de « prévenir l’emprise étrangère sur le sol suisse », toute acquisition d’immeuble par une personne domiciliée à l’étranger est subordonnée à une autorisation administrative dont les conditions d'octroi sont exhaustivement énumérées par la loi et ses dispositions d’application. Sans une telle autorisation, l’acte juridique est nul et le transfert ne peut être inscrit au registre foncier.
C'est l'autorité désignée par le canton qui statue sur la question de l'assujettissement d'un acte juridique au régime de l'autorisation et sur l'octroi de celle-ci.

## Personnes à l'étranger au sens de la loi

### Personnes physiques
Par personnes à l'étranger, on entend toute personne domiciliée à l'étranger qui n'est pas ressortissante suisse ainsi que tout personne domiciliée effectivement en Suisse qui n'est pas ressortissante UE/AELE sans être pour autant titulaire d'une autorisation d'établissement (permis C) valable.
La question du domicile est fondamentale. 
Selon le droit suisse, celui-ci est n'est établi qu'au lieu où une personne :
- réside avec l'intention de s'y établir durablement,
- se situe le centre de son existence et de ses relations personnelles,
- vit régulièrement durant son temps libre,
- a sa famille et ses amis et
- prend part à une vie sociale.

Ainsi, l'étranger qui souhaite acquérir un immeuble en Suisse en y faisant valoir son domicile effectif doit le prouver, au besoin par la prise en compte d'autres éléments que les seules autorisation cantonale de séjour et attestation communale d'arrivée.